# Милоје Ђак
Милоје Поповић Ђак (17??—1825), вођа Ђакове буне.
Рођен је у Кусатку, у Јасеници (Смедеревска Паланка), и носио презиме Поповић. Пореклом са Косова. Учио је школу и тако добио надимак који му је заменио презиме. Кратко време био је поп, а затим трговац стоком. Током Првог српског устанка био је писар војводе Вујице Вулићевића, а по пропасти устанка 1813. пребегао је у Немачку. После 1815. вратио се трговини. 
Крајем јануара 1825. избила је буна у Азањи, у Смедеревској нахији, касније названа Ђакова буна. Узрок незадовољства били су зулуми локалних власти и претерани и неправични порези. Захтеви, формулисани у том смислу, усвојени су на скупу у Тополи 3. фебруара и послани кнезу Милошу, уз поздраве. Око Ђака се окупила гомила која је више галамила, него што је била спремна да се бори. Већ 5. фебруара Милошева војска, предвођена Томом Вучићем Перишићем, пресретне побуњенике у близини Тополе и лако их разбије. Ђак је рањен, али је успео да побегне. Истовремено је буна почела да се шири и на неке друге нахије, што је и био узрок снажне Милошеве реакције. Ђак је ухваћен у Малом Мокром Лугу и погубљен 9. фебруара, а буна је следећих дана престала.
Сахрањен је у манастиру Пиносава, Кусадак, у близини гроба Вујице Вулићевића.